# 전성수 (정치인)
전성수(全聖洙, 1961년 11월 13일~)는 대한민국의 정치인이다. 제12대 서울 서초구청장이다.

## 학력
- 해동고등학교 졸업
- 서울대학교 법과대학 법학 학사
- 서울대학교 행정대학원 행정학 석사
- 서울시립대학교 대학원 행정학 박사

## 경력
- 제31회 행정고시 합격
- 서울특별시청 홍보담당관
- 서울특별시청 체육시설관리소장
- 서울특별시청 투자유치과장
- 서울특별시청 행정과장
- 대통령실 선임행정관
- 행정안전부 공무원노사협력관
- 행정안전부 대변인
- 주 태국 대한민국 대사관 총영사
- 제10대 인천광역시 행정부시장
- 인천광역시장 권한대행
- 2021년 재보궐선거 서울특별시장 보궐선거 조은희 경선후보 선거캠프 본부장
- 제20대 대통령 선거 국민의힘 윤석열 대통령 후보 중앙선거대책위원회 국민공감미래정책단 생활공감 부단장
- 2022.07~ 제12대 서울특별시 서초구청장 (민선 8기, 국민의힘, 초선)

## 구정활동
전성수 서초구청장은 중앙정부-광역-기초단체를 두루 경험한 30년 행정 전문가로 평가받는다. 민선8기 서초구청장으로 취임 후 ‘오늘 행복하고 내일이 기다려지는 서초’를 슬로건으로 구정을 펼치며, ‘2025년 전국 기초자치단체 공약 이행 평가’에서 9년 연속 최고 등급 ‘SA’을 받았다.

### 핵심 정책사례
국내 최초 ‘양재 AI 특구’ : 2024년 11월 28일 서초구 양재·우면동 일대(약40만㎡)가 ‘AI 미래융합혁신특구’로 지정되었다. 국내에서 인공지능 분야로 특구가 지정된 첫 사례이다. 우면동에 2024년 5월 서울시 ‘서울 AI 허브’ 개관, 10월 과학기술정보통신부 주관으로 ‘국가 AI 연구거점’이 개소되었다.
또한, 서울시 자치구 중 유일하게 국내‧외로 스마트도시 인증을 획득한 스마트 선도도시답게, ‘지능형 CCTV 관제시스템’, ‘서초형 AI 횡단보도’, ‘AI 운동돌봄 서비스’ 등 첨단 AI 기술을 행정에 접목해 지역 안전과 행정 효율성도 크게 높이고 있다.
고터·세빛 관광특구 : ‘고터·세빛 관광특구‘는 한강을 품은 최초이자 유일한 관광특구로, 2024년 12월 26일 고속터미널부터 반포한강공원 일대(약84만㎡)가 특구로 지정되었다. 고터·세빛 관광안내센터 개소, 공공보행통로 개방, 횡단보도 개통, K-패션&뷰티 코칭 스테이션 운영 등 글로벌 관광명소로 만들기 위한 인프라를 확충하였다.
서초문화벨트 : 서초구는 우면산(예술의전당)부터 한강(반포한강공원)까지 반포대로 3.5km 일대를 5가지 테마로 한 ‘서초문화벨트’로 조성하였으며 ①서리풀 악기거리, ②서리풀 음악축제거리, ③아·태 사법정의 허브, ④서초 책있는거리, ⑤고터·세빛 관광특구 5개 구간 모두 ‘문화의 거리’로 지정 완료되었다.
예술의전당 일대 위치한 ①서리풀 악기거리는 전국 유일의 음악문화지구이고, ②서리풀 음악축제거리에서는 매년 9월 차 없는 반포대로에서 ‘서리풀페스티벌’이 개최된다(2024년 약 20만명 관람객 방문). ③아·태 사법정의 허브는 네덜란드 헤이그를 롤모델 삼아 법조기관이 밀집한 서초역 일대를 ‘아시아·태평양 사법정의 허브’로 지정·고시하고 2024년 7월 선포식에 이어, 2025년 6월 ‘HCCH 아시아·태평양 주간 서울 2025’비전을 발표하였다. 국립중앙도서관을 품은 ④서초 책있는거리에서는 ‘여행하는 서재’, ‘북캉스’, ‘북크닉’ 등 다양한 독서문화 프로그램을 운영하고 있다. ⑤고터·세빛 관광특구 일대는 교통-복합생활(쇼핑·숙박·먹거리)-반포한강공원 생태레저 등 3대의 거점을 연계한 글로벌 관광 플랫폼으로 조성 중이다.
우면산 무장애숲길 : 우면산 무장애숲길은 휠체어와 유모차 이동이 가능한 데크길과 휴게 공간이 조성돼 있으며, 2024년 5월 1단계 구간(약3 km, 서초약수터~국립국악원), 2025년 4월 2단계 구간(약1km, 국립국악원~BTN 불교TV 맞은편)이 개방되었고 2026년까지 3·4단계 구간을 완공하여 순차 개방할 예정이다.
횡단보도 신설 : 민선 8기 신설된 횡단보도는 총 10곳이며 ①방배동 행복빵집 앞, ②서초역 사거리 북측, ③교대역 13~14번출구 앞, ④서초호반써밋A앞, ⑤잠수교 입구, ⑥이수중학교 앞, ⑦국악고교사거리, ⑧효령로 지웰 아파트 앞, ⑨반포동 사거리, ⑩신사역 사거리 남측이다. 특히 반포동 사거리는 주민과 주변상가 간 이해관계 설득과 조율, 경찰청·서울시 등 유관기관과 협의 도출로 15년 주민 숙원사업의 결실을 이뤄냈다. 아울러 16년간 답보상태였던 ‘고속터미널 사거리’ 횡단보도도 2025년 6월 경찰 심의를 통과해 올해 말 신설될 예정이다.
서초 시니어라운지 : 서초 시니어라운지는 단순한 경로당을 넘어 아이부터 어르신까지 3대가 함께하는 세대 통합형 공간으로 7개소를 만들었다. 또한 어르신뿐만 아니라 부모·자녀까지 온 가족이 함께 즐길 수 있는 가족 친화형 운동 공간으로 청계산 수변공원에 총 9홀 규모(약 4,800㎡)의 파크골프장을 조성하였다.
대형마트 규제 혁파 : 서초구는 2024년 1월 28일 서울시 자치구 중 최초로 대형마트 의무휴업일을 평일로 전환하고, 7월 1일 전국 최초로 영업시간 제한 완화 정책도 도입하여 대형마트는 모든 시간대(새벽 2시~3시 제외)에 영업이 가능해졌다. 대형마트 의무휴업일 평일 전환은 서울시 다른 지자체로 확산되면서 전국적인 유통 규제 완화의 신호탄 역할을 하였다.
골목상권 문전성시 프로젝트 : 양재천길, 강남역, 방배카페골목 등 12개 골목상권을 중심으로 지역 경제 활성화를 추진 중이다. 또한, 서울시 최초로 양재천길과 케미스트릿 강남역 두 곳을 로컬브랜드 상권으로 운영하며 ‘더블 상권’ 모델을 완성했다. 양재천길은 ‘살롱 in 양재천’으로, 케미스트릿 강남역은 ‘K-맛·멋·미’를 기반으로 상권의 브랜드를 강화하고 있다.
전국 최초 디지털 민원실 : 서초구는 전국 최초로 ‘종이 없는 디지털 민원실’을 도입해 QR코드 활용, AI 상담,수어 통역 등으로 민원 신청을 간소화하고 대기시간을 최소화하였다. 이러한 행정 혁신은 민원 만족도를 크게 높여 서초구는 행정안전부 ‘2023년 민원서비스 종합평가’에서 최고 등급인 ‘가’ 등급을 획득하였다.
착한 서초코인 : 서초구는 탄소중립과 환경 보호 실천을 장려하기 위해 ‘착한 서초코인’이라는 블록체인 기반 제도를 운영 중이다. 투병페트병 수거, 텀블러 사용, 종이컵 수거 등 다양한 분야에서 환경을 위한 선한 행동을 실천하면 포인트를 지급하고 서울페이 가맹점, 구립 시설 등에서 현금처럼 사용하고 기부까지 할 수 있다. 이 사업은 ‘2024 제1회 지방행정혁신대상’ 최우수상, ‘2024 전국 기초단체장 매니페스토 우수사례 경진대회 공동체 강화 분야’ 최우수상 등을 수상했다.

## 주요 수상내역
- 2022년 상반기 베스트관제센터 1위

- 2022년 국민행복민원실 선정 재인증(장관표창)

- 2022년 유니세프 아동친화도시 인증

- 2023년 정부혁신 ‘최초·최고’ 사례 선정(서리풀 원두막)

- 2023년 대한민국 지방자치단체 행정대상 스마트행정부분 1위

- 2023년 그린애플어워즈 금상,은상,동상(양재천 생태하천 복원사업,서초코인,장난감 수리센터)

- 2023년 대한민국 반부패 청렴대상 대상

- 2024년 2023 민원서비스 종합평가 장관상(‘가’등급)

- 2024년 그린월드어워즈 은상(양재천 생태하천 복원사업)

- 2024년 전국 기초단체장 매니페스토 우수사례 경진대회 최우수상(공동체 강화분야)

- 2024년 그린애플어워즈 금상,동상(무장애숲길,방배숲환경도서관)

- 2024년 제7회 대한민국 조명대상(아쿠아아트 육교) 대상(지방자치단체부문)

- 2024년 보육사업발전 유공 정부포상 표창(대통령상)

- 2024년 스마트도시 재인증(국토교통부장관 표창)

- 2025년 제1회 CCTV 통합관제 우수사례 경진대회 대상

- 2025년 그린월드어워즈 은상(방배숲환경도서관)

- 2025년 전국 기초단체장 공약이행 및 정보공개 평가 SA등급(9년 연속)

## 역대 선거 결과
| 실시년도 | 선거      | 대수 | 직책   | 선거구      | 정당     | 득표수    | 득표율          | 순위 | 당락 | 비고           |
| -------- | --------- | ---- | ------ | ----------- | -------- | --------- | --------------- | ---- | ---- | -------------- |
| 2022년   | 지방 선거 | 12대 | 구청장 | 서울 서초구 | 국민의힘 | 134,808표 | \| \| 70.87% \| | 1위  |      | 초선, 민선 8기 |
|          | 70.87%    |      |        |             |          |           |                 |      |      |                |

## 같이 보기
- 인천광역시 부시장
- 서초구청장